# Ratschach (Gemeinde Straßburg)
Ratschach ist eine Ortschaft in der Gemeinde Straßburg im Bezirk St. Veit an der Glan in Kärnten. Die Ortschaft hat 8 Einwohner (Stand 1. Jänner 2024).

## Lage
Ratschach liegt etwa 2 ½ km Luftlinie nördlich des Gemeindehauptorts Straßburg-Stadt an den Hängen oberhalb des Ratschachbachs auf dem Gebiet der Katastralgemeinde Straßburg Land. Zur Ortschaft gehören Ratschacher-Hube (Nr. 1), Propernig-Hube (Prapernigg, Nr. 3) und Dremschnig-Hube (Nr. 4).

## Geschichte
Seit Gründung der Ortsgemeinden Mitte des 19. Jahrhunderts gehört Ratschach zur Gemeinde Straßburg.

## Bevölkerungsentwicklung
Für die Ortschaft ermittelte man folgende Einwohnerzahlen:
- 1869: 4 Häuser, 31 Einwohner[2]
- 1880: 4 Häuser, 37 Einwohner[3]
- 1890: 4 Häuser, 27 Einwohner[4]
- 1900: 4 Häuser, 28 Einwohner[5]
- 1910: 4 Häuser, 29 Einwohner[6]
- 1923: 4 Häuser, 19 Einwohner[7]
- 1934: 16 Einwohner[8]
- 1951: 3 Häuser, 16 Einwohner[9]
- 1961: 3 Häuser, 16 Einwohner[10]
- 2001: 3 Gebäude (davon 3 mit Hauptwohnsitz) mit 3 Wohnungen; 12 Einwohner und 1 Nebenwohnsitzfall; 3 Haushalte; 1 Arbeitsstätte, 3 land- und forstwirtschaftliche Betriebe[11]
- 2011: 3 Gebäude, 10 Einwohner, 3 Haushalte, 0 Arbeitsstätten[12]
- 2021: 3 Gebäude, 8 Einwohner, 3 Haushalte, 1 Arbeitsstätte[13]